# Thinkin' Bout It
 (avril 2009).
Clip vidéo
(en) [vidéo] « "Thinkin' Bout It" », sur YouTube
Thinkin' Bout It est le premier single de l'album Love & Consequences de Gerald Levert. Il est écrit par Darrell « Delite » Allamby, Lincoln « Link » Browder, Gerald Levert et Antoinette Roberson et produit par Darrell « Delite » Allamby. Il s'agit du premier single du chanteur à être certifié disque d'or par la Recording Industry Association of America (RIAA). Son clip est dirigé par Christopher Erkin.

## Musique et paroles
Thinkin' Bout It est une ballade de soul. Elle parle d'une partenaire infidèle qui se fait tromper par son nouvel amant. Gerald Levert l'a décrite comme plus « sombre » que ses chansons précédentes.

## Accueil critique
Au moment de sa parution en single, Tanya O'Quinn, éditrice du magazine R&R, pense que Thinkin' Bout It doit absolument être mise en avant. Dans un autre numéro de R&R, Michael St. John souligne la production de la chanson. Pour Amy Linden de Vibe, Thinkin' Bout It renferme un sentiment de colère « extrêmement adulte ».

## Classements et certifications

### Classements hebdomadaires
| Classement (1998)                               | Meilleure position |
| ----------------------------------------------- | ------------------ |
| États-Unis (Billboard Hot 100)                  | 12                 |
| États-Unis (Hot Dance Music/Maxi-Singles Sales) | 6                  |
| États-Unis (Hot R&B Singles)                    | 2                  |
| Royaume-Uni (UK Singles Chart)                  | 77                 |

### Classements annuels
| Classement (1998)                               | Position |
| ----------------------------------------------- | -------- |
| États-Unis (Billboard Hot 100)                  | 98       |
| États-Unis (Hot Dance Music/Maxi-Singles Sales) | 36       |
| États-Unis (Hot R&B Singles)                    | 31       |

### Certifications
| Pays              | Certification | Ventes certifiées |
| ----------------- | ------------- | ----------------- |
| États-Unis (RIAA) | Or            | 500 000           |